# Stångmärket Valen

Stångmärket Valen är ett sjömärke beläget på ön Kalvsunds högsta punkt 31 meter över havet i Öckerö kommun. Dess nedre del är formad som en båk, klädd med rödmålad panel. Över denna finns en stång krönt med ett järnkors. Sjömärket mäter 14,8 meters höjd och är av den typ, som uppfördes utmed västkusten under 1800-talet. Under stångmärket finns inhugget i berget en kompassros med årtalet 1684.
Stångmärket Valen är ett byggnadsminne sedan den 14 november 2006.

## Läget
Kalven, eller Kalvsund, i Göteborgs norra skärgård nämns redan 1532 i en holländsk sjöbok. Möjligen fanns då ett stenkummel på ön, som annars är lätt att känna igen från sjön. År 1684 höggs en kompassros in vid nuvarande stångmärke, vilket var vanligt på platser där lotsarna höll utkik. Med stor sannolikhet fanns här ett större kummel på platsen, vilket kanske också fungerade som lotsutkik. År 1748 omnämndes ett kummel i Jonas Hahns sjömärkesbok och detta är alltså den första dokumentationen av ett sjömärke på Kalven.

## Historik
Stångmärket uppfördes 1829 och byggdes sedan om eller reparerades bland annat 1836, 1855, 1903 och 1969. År 1971 reparerades märket av Sjöfartsverket varefter det överlämnades till Öckerö kommun. På initiativ av samhällsföreningen på ön renoverades stångmärket på nytt 2002. Då försågs det också med strålkastare, som belyser sjömärket under mörker. Stångmärket kallas för Valen av befolkningen i området och utgör en viktig del av ortens identitet. Märket är nära 15 meter högt och båken är rödmålad samt försedd med ett svart järnkors som topptecken. Tidigare hade båken ett trägolv, flera utkiksgluggar och fungerande som lotsutkik.
Valen är en båk i trä med stångmärke, som står på öns högsta topp. Båken på Kalvsund är formad som en pyramid av rödmålat trä med en spira på toppen krönt av ett kors. Valens järnkonstruktion gjordes av en man från Hälsö som hette Benjaminsson. År 1903 blåste träkonstruktionen ner, men återuppfördes, liksom då den skadades vid en storm 1969. Redan långt innan Valen byggdes fanns där ett stenkummel, troligen från 1684. Detta år höggs en kompassros in i berget under tornet, troligen av Lars Gathenhielms bror Sven, även han kaparkapten. Kompassrosen är skyddad som fast fornlämning.
År 2017 renoverades sjömärket Valen med hjälp av Öckerö kommun och Jordbruksverket. Konstruktionen av den nya Valen är gjord så att det ska vara möjligt att senare komplettera med utkiksluckor och en utkiksplattform i form av ett trädäck, som i gamla tider. Stångmärket Valen är sedan 2006 ett av Västkustens två byggnadsminnesförklarade sjömärken. Det andra är vid Vinga fyrplats där det också finns en båk med ett stångmärke. Det nuvarande är från 1857, cirka 24 meter högt, med spira och kopparklätt klot. Vinga fyrplats är ett statligt byggnadsminne enligt beslut från den 14 december 1978 och med utökade skyddsföreskrifter den 9 juni 2011.